# Mecatlán (Veracruz)
Mecatlán es una localidad del estado mexicano de Veracruz. Es cabecera del municipio de Mecatlán.

## Demografía
| Censo | Población |
| ----- | --------- |
| 1900  | 1293      |
| 1910  | 1512      |
| 1921  | 1560      |
| 1930  | 1901      |
| 1940  | 1850      |
| 1950  | 1421      |
| 1960  | 2892      |
| 1970  | 3241      |
| 1980  | 2340      |
| 1990  | 3679      |
| 1995  | 3937      |
| 2000  | 4413      |
| 2005  | 4779      |
| 2010  | 5181      |
| 2020  | 5649      |